# Barranc del Tramusser
El Barranc del Tramusser és un barranc construït amb la finalitat d'evitar inundacions degut a les fortes precipitacions en les comarques de la Ribera. Travessa els municipis d'Almussafes, Benifaió i Sollana.